# انجمن برف
انجمن برف (اسپانیایی: La sociedad de la nieve‎) یک فیلم مهیج و بقا، محصول سال ۲۰۲۳ میلادی به کارگردانی جی.ای. بایونا در مورد فاجعهٔ پرواز شماره ۵۷۱ نیروی هوایی اروگوئه است. این فیلم اقتباسی از کتاب پابلو ویِرسی به همین نام است که گزارشی است از تمام ۱۶ بازماندهٔ سانحه که بسیاری از آنها را پابلو ویِرسی از کودکی می‌شناخت. بازیگران این فیلم متشکل از بازیگران اروگوئه‌ای و آرژانتینی هستند که بیشترشان تازه‌وارد‌اند.
این فیلم در اختتامیهٔ هشتادمین جشنواره بین‌المللی فیلم ونیز پخش شد. این فیلم در سیزدهم دسامبر ۲۰۲۳ در اروگوئه، در اسپانیا در پانزدهم دسامبر ۲۰۲۳، در ایالات متحده در ۲۲ دسامبر ۲۰۲۳، و در نتفلیکس در ۴ ژانویه ۲۰۲۴ به نمایش درآمد.
انجمن برف مورد تحسین منتقدان قرار گرفت و چندین منتقد آن را بهترین اثرِ بایونا نامیدند. این فیلم در سی و هشتمین جشنواره فیلم گویا اسپانیا، برنده ۱۲ جایزه، از جمله بهترین فیلم و بهترین کارگردانی شد؛ همچنین به عنوان فیلمی اسپانیایی‌زبان، در بهترین فیلم بلند بین‌المللی در نود و ششمین جوایز اسکار نامزد شد و یکی از ۱۵ فیلم نهایی در فهرست نهایی دسامبر بود. این فیلم نامزد جایزهٔ بهترین فیلم غیر انگلیسی‌زبان از گلدن گلوب و بفتا و چندین جایزهٔ دیگر هم شد.

## داستان
انجمن برف یک فیلم هیجان انگیز بقا است که داستان غم‌انگیز سقوط پرواز ۵۷۱ نیروی هوایی در اروگوئه را به عنوان یک کاتالیزور برای ارزیابی مجدد قراردادهای اجتماعی و اخلاقی بررسی می‌کند.